# Diego Fernández de Córdoba
Pour les articles homonymes, voir Diego Fernández de Córdoba (1355-1435).
Diego Fernández de Córdoba, 1er marquis de Guadalcázar (es) (espagnol: Don Diego Fernández de Córdoba y López de las Roelas Benavides y Melgarejo, marqués de Guadalcázar) (né à Séville, Espagne en 1578; mort le 6 octobre 1630 à Cordoue) est Vice-roi de Nouvelle-Espagne du 18 octobre 1612 au 14 mars 1621 puis Vice-roi du Pérou du 25 juillet 1622 au 14 janvier 1629.

## Vice-roi de Nouvelle-Espagne
Fernández de Córdoba est nommé Vice-roi de Nouvelle-Espagne par le Roi Philippe III, dont il était jusqu'alors le chambellan.
Au tout début de son mandat, le vice-roi envoie le Capitaine Diego Martínez de Hurdaide mater une révolte des Tehuecos à Sinaloa.
Martínez de Hurdáiz parvient à ses fins après quelques batailles. Le Vice-roi fonde de nombreuses cités, comme Lerma (1613), Córdoba (1618) et Guadalcázar (1620). Córdoba, nommée en l'honneur du vice-roi, est fondée en partie pour empêcher les bandes de maraudeurs et les esclaves noirs en fuite de rançonner les voyageurs entre Veracruz et Mexico. Il termine également le Fort San Diego à Acapulco.
En 1616, le système de drainage de la vallée de Mexico qui depuis longtemps est en construction mais dont les travaux étaient suspendus depuis 1614, sont relancés. Le Roi Philippe charge l'hydrographe hollandais Adrian Boot d'étudier le projet de drainage et de prendre en charge les opérations. Boot se rend à Mexico (pour un salaire de 100 ducats par mois) et inspecte les travaux déjà effectués. Son opinion est qu'ils sont inefficaces pour drainer les lacs, mais qu'ils peuvent être utilisés pour dévier le cours du Río Cuautitlán, la cause majeure des inondations. L'ingénieur Martínez offre de terminer la dérivation avec 300 hommes et 100 000 pesos, mais les travaux sont retardés dans l'attente de l'accord du Roi.
Le 16 novembre 1616 une autre insurrection indienne, particulièrement sanglante, éclate, cette fois parmi les Tepehuanes et les tribus voisines du nord. Elle est conduite par un cacique prétendant être le Fils du Soleil et Dieu du Ciel et de la Terre. Les rebelles tuent quelques missionnaires Jésuites et 200 espagnols et mestizos de tous âges et des deux sexes. Le gouverneur de Durango, grâce à l'aide envoyée par le Vice-roi, lève une milice. Après trois mois de combats, les rebelles sont défaits.
En 1616 également la sécheresse sévit causant la famine en Nouvelle-Espagne. En 1620, le feu détruit une grande partie de Veracruz.
Fernández améliore également l'assainissement et l'adduction d'eau de Mexico, terminant l'aqueduc, comportant 900 arches, depuis Chapultepec en 1620. Il établit un tribunal pour réguler l'achat, la vente et la taxation du mercure, que les mines de Nouvelle-Espagne commence à produire. Grâce à ces diverses amélioration, il sera surnommé el Buen Virrey (le bon Vice-roi).

## Vice-roi du Pérou
Au Pérou, Fernández réforme le système fiscal et met un terme aux rivalités inter-familiales qui ensanglantaient la région. Il fortifie Lima contre les attaques de pirates. En 1629, il démissionne de sa charge et rentre en Espagne, où il meurt l'année suivante.

## Hommage
Le village mexicain de Guadalcázar (San Luis Potosí) est nommé en son honneur.